# Opius cingulatoides
Opius cingulatoides är en stekelart som beskrevs av Fischer 1959. Opius cingulatoides ingår i släktet Opius och familjen bracksteklar. Inga underarter finns listade i Catalogue of Life.